# Sterndolde
Die Gattung Sterndolde (Astrantia) gehört zur Familie der Doldenblütler (Apiaceae).

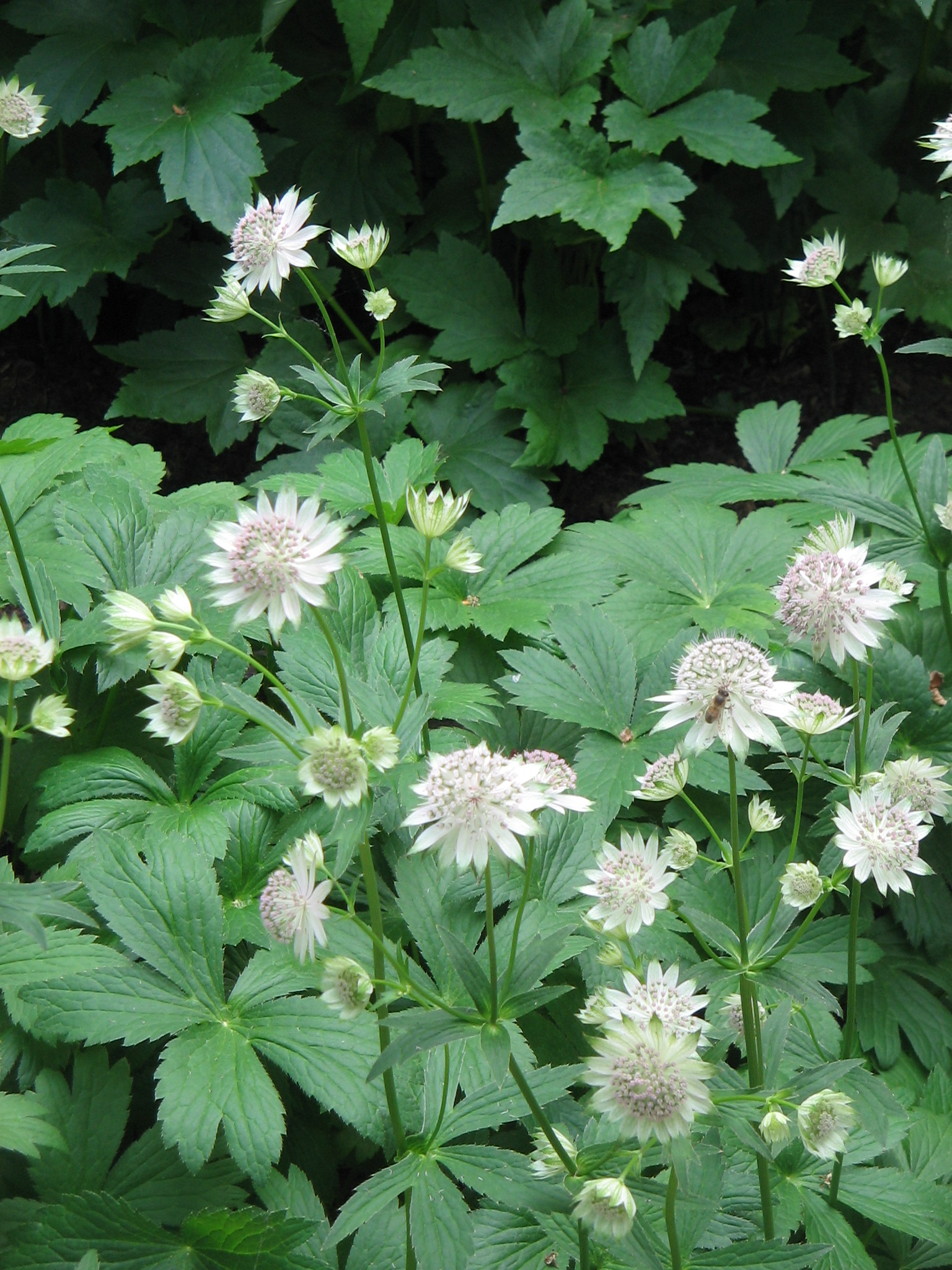
Große Sterndolde (Astrantia major)

## Merkmale
Die Sterndolden sind ausdauernde krautige Pflanzen. Die Blätter sind einfach gefiedert oder fiederteilig.
Die Blüten stehen in einfachen Dolden, die von zahlreichen auffälligen Hüllblättern von weißer bis rötlicher Farbe umgeben sind. Die Dolden stehen einzeln und endständig oder mehrere Dolden treten zu scheinbar zusammengesetzten Dolden zusammen. Der Enddoldenstiel besitzt keine Hochblätter, die Seitendoldenstiele tragen zwei bis drei Hochblätter. 
Die Blüten sind zwittrig oder männlich mit verkümmertem Fruchtknoten, selten weiblich. Die männlichen Blüten sind lang gestielt, die zwittrigen kürzer; beide stehen aber in einer Dolde. Die Kelchzähne sind deutlich ausgeprägt und häufig länger als die Kronblätter. Diese sind reinweiß oder rötlich. Die obere Hälfte ist eingeschlagen, die Spitze ist aufwärts gebogen. Die Staubfäden sind doppelt so lang wie die Kronblätter. Das Griffelpolster ist klein und rund. Der Rand ist schwach gekerbt und verdickt. Der Griffel ist lang und fadenförmig.
Die Früchte sind ungeschnäbelt. Die Form ist länglich bis eiförmig. An der Spitze stehen Kelchsaum und Griffel. Die Hauptrippen besitzen vorspringende, hohle Gebilde, wodurch sie warzig-rau sind. Die Ölstriemen in den Hauptrippen sind deutlich vorhanden. Ein Karpophor ist nicht ausgebildet.

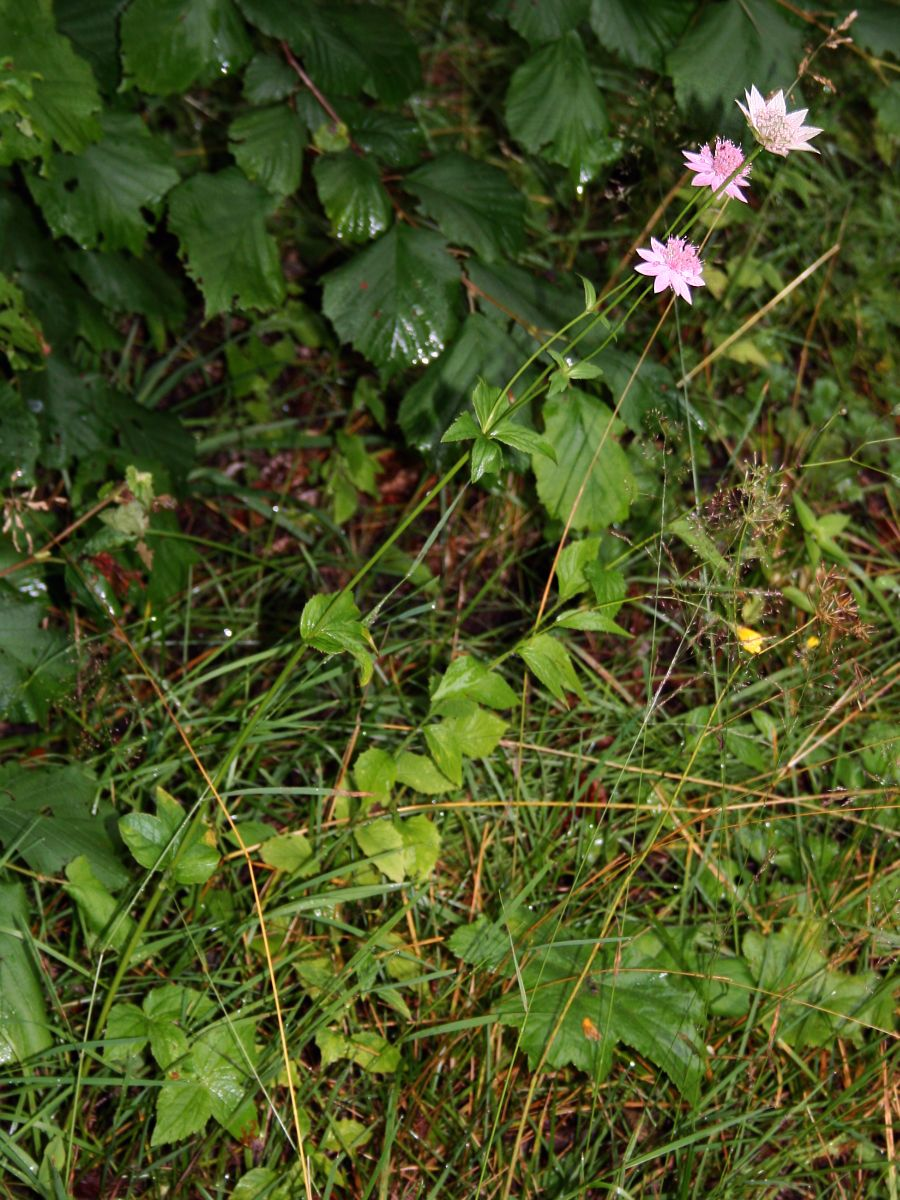
Astrantia maxima in Georgien

## Systematik
Die Gattung gehört zur Unterfamilie Saniculoideae. Es gibt neun Arten, davon kommen die folgenden vier in Mitteleuropa vor:
- Bayerische Sterndolde (Astrantia bavarica F.W.Schultz)
- Krainer Sterndolde (Astrantia carniolica Jacq.), kommt in Österreich, Slowenien, Kroatien, Italien und Bosnien-Herzegowina vor.[2]
- Große Sterndolde (Astrantia major L.), mit sechs Unterarten, davon zwei in den Alpen:
  - Astrantia major subsp. involucrata (W.D.J.Koch) Ces.
  - Astrantia major L. subsp. major
- Kleine Sterndolde (Astrantia minor L.)

Weitere Arten:
- Astrantia colchica Albov, kommt nur in Georgien vor.[2]
- Astrantia maxima Pall., kommt in der Türkei, in Russland, Aserbaidschan und Georgien vor.[2]
- Astrantia pauciflora Bertol., kommt nur in Italien vor.[2]
- Astrantia pontica Albov, kommt in Georgien und Russland vor.[2]
- Astrantia trifida Hoffm., kommt in Armenien, Aserbaidschan, Georgien und Russland vor.[2]

## Bilder

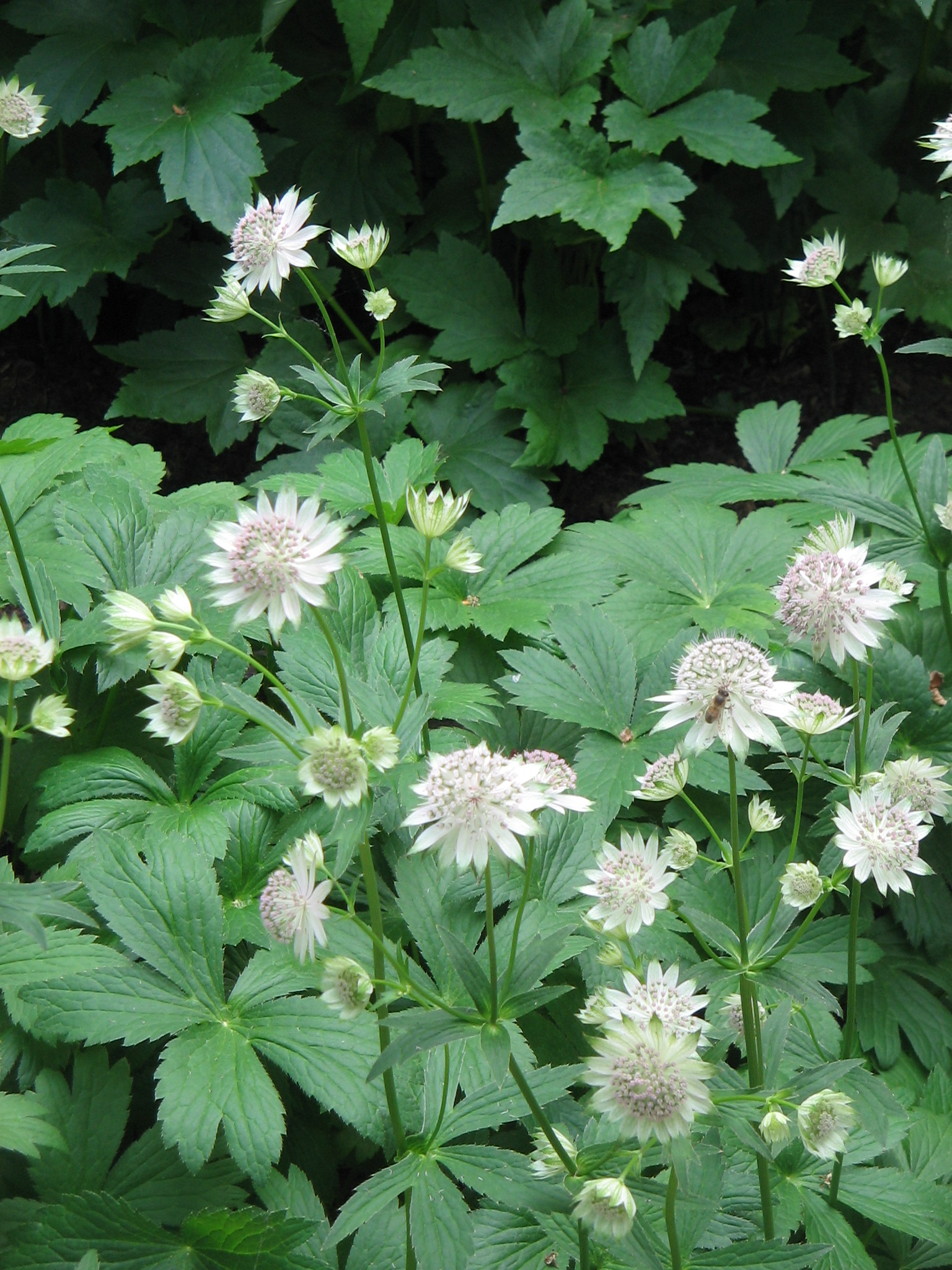
Große Sterndolde (Astrantia major)
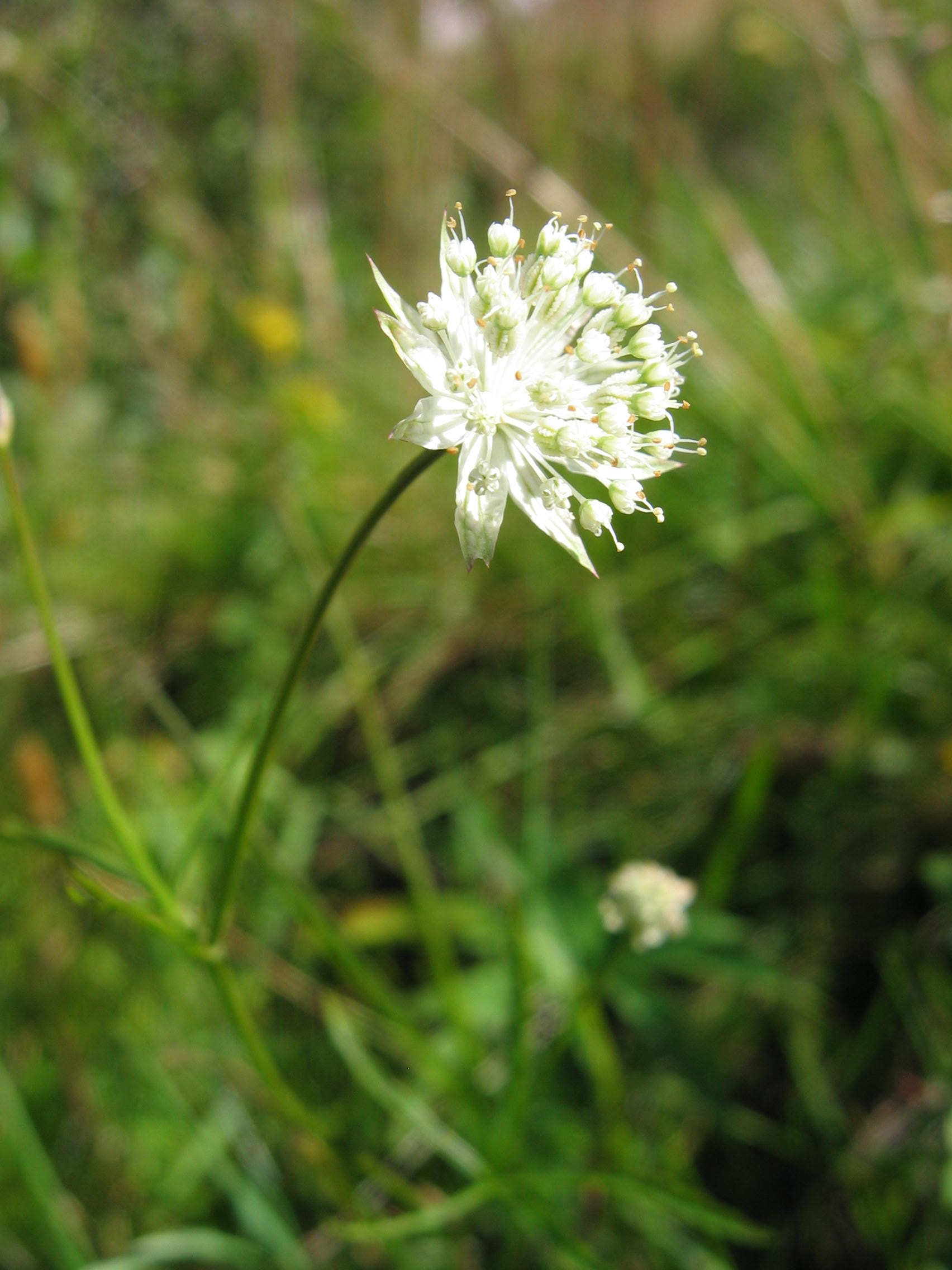
Kleine Sterndolde (Astrantia minor), Blüte
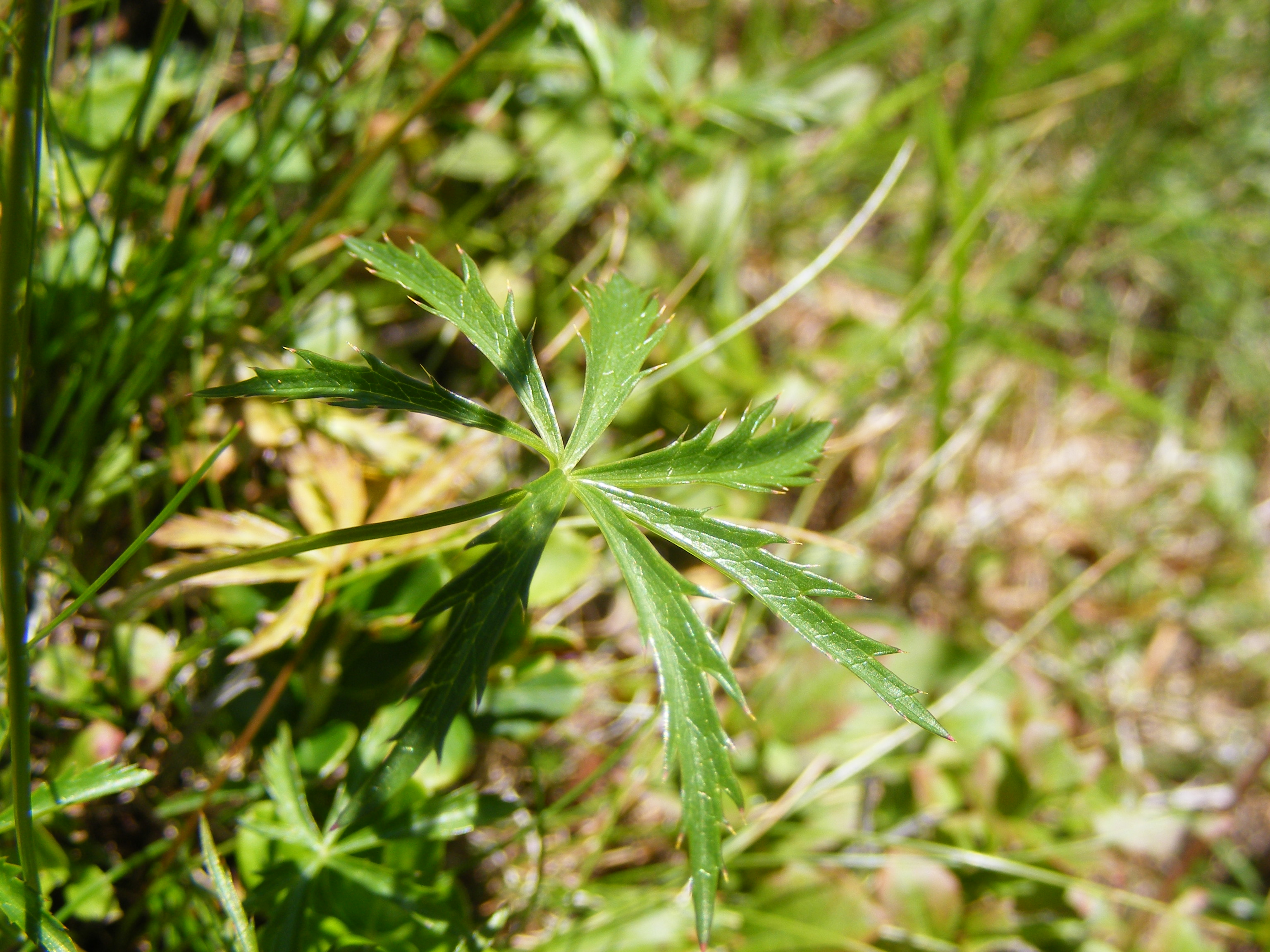
Kleine Sterndolde (Astrantia minor), Blatt